# Sicilomyrmex corniger
Sicilomyrmex corniger är en myrart som först beskrevs av Carlo Emery 1891.  Sicilomyrmex corniger ingår i släktet Sicilomyrmex och familjen myror. Inga underarter finns listade i Catalogue of Life.